# Marengo (département)
Pour les articles homonymes, voir Marengo.
1802–1814
Entités précédentes :
- République subalpine

Entités suivantes :
- Royaume de Sardaigne

Le Marengo est un ancien département français dont le chef-lieu était Alexandrie (aujourd'hui en Italie).
Le nom de ce département perpétuait le souvenir de la bataille de Marengo (14 juin 1800) qui eut lieu près d'Alexandrie.
Le département a été créé le 11 septembre 1802 à la suite de l'annexion du Piémont pendant le Premier Empire, en même temps que les départements de Doire, du Pô (nommé département de l'Éridan à sa création), de la Sesia, de la Stura et du Tanaro. Il lui a été attribué le numéro 106 dans la liste des 130 départements français de 1811
Sa superficie était de 348 261 hectares et sa population de 318 447 individus (1810).
Il était divisé en trois arrondissements :
- Arrondissement d'Alexandrie :
  - Cantons : Alexandrie (2 Cantons), Bosco, Cassine, Castellazzo (Castellazzo Bormida), Felizzano, Sezze (Sezzadio), Valence (Valenza).
- Arrondissement d'Asti :
  - Cantons : Asti, Canelli, Castelnovo-d’Asti, Cocconato, Costigliole (Costigliole d'Asti), Monbercelli, Montafia, Montechiaro, Portacomaro, Rocca-d’Arazzo, San-Damiano (San Damiano d'Asti), Tigliole, Villanova-d’Asti.
- Arrondissement de Casale
  - Cantons : Casale, Gabiano, Moncalvo, Montemagno, Montiglio, Pontestura, Rosignano, San-Salvatore (Saint-Sauveur), Ticineto, Villanova.

Il était compris dans la vingt-huitième division militaire, la seizième cohorte de la légion d'honneur, la vingt-neuvième conservation des forêts, le diocèse de Casal, la sénatorerie de Turin, et ressortissait à la Cour d'appel de Gênes.
Ce département avait trois députés à élire au Corps législatif.

## Liste des préfets
| Période       | Période        | Identité                                                 | Fonction précédente                                        | Observation                                                                                      |
| ------------- | -------------- | -------------------------------------------------------- | ---------------------------------------------------------- | ------------------------------------------------------------------------------------------------ |
| 3 juin 1801   | 7 août 1801    | François Braida                                          | Membre du gouvernement provisoire de la Nation piémontaise | Préfet provisoire, puis préfet                                                                   |
| 7 août 1801   | 4 mai 1805     | François Frédéric Campana                                | Adjudant-commandant (2 janvier 1801)                       | Nommé général de brigade Tué au combat d'Ostrołęka le 16 février 1807                            |
| 4 mai 1805    | 8 février 1806 | Luc Jacques Édouard Dauchy                               | 1er préfet de l'Aisne                                      | Nommé intendant général des provinces illyriennes. Sera représentant à la chambre des Cent-Jours |
| 7 mars 1806   | 18 mars 1809   | Jacques Robert de Conantre                               | Préfet de l'Ardèche                                        | Mort en fonction                                                                                 |
| 13 avril 1809 | 1er mai 1812   | Timoléon de Cossé-Brissac (1775-1848), 9e duc de Brissac | Chambellan de Madame-Mère                                  | Nommé préfet de la Côte-d'Or                                                                     |
| 1er mai 1812  | 1er mai 1814   | Jean-Pierre Ducolombier                                  | Sous-préfet de Bressuire Préfet de la Loire (1807-1812)    | Préfet de Saône-et-Loire (Cent-Jours)                                                            |